# Pusiola squamosa
Pusiola squamosa är en fjärilsart som beskrevs av Bethune-Baker 1911. Pusiola squamosa ingår i släktet Pusiola och familjen björnspinnare. Inga underarter finns listade.